# Listă de monarhi ai Bulgariei

## Primul Țarat Bulgar
- 681-701 : Asparuh, cneaz, Dinastia Dulo
- 701-721 : Tervel, rege, Dinastia Dulo
- 721-738 : Kormesii, rege, Dinastia Dulo
- 738-753 : Sevar, rege, Dinastia Dulo
- 753-756 : Kormisoș, rege, Dinastia Vokil
- 756-759 : Vineh, rege, Dinastia Vokil
- 759-763 : Teleț, rege, Dinastia Ugain
- 763-766 : Savin, rege, Dinastia Vokil
- 766 (40 de zile): Umor, rege, Dinastia Vokil
- 766-768 : Toktu, rege, Dinastia Ugain
- 768-772 : Baian, rege
- 772-777 : Telerig, rege
- 777-803 : Kardam, rege, Dinastia Dulo?
- 803-814 : Krum cel Înfricoșător, rege, Dinastia Krum (Dinastia Dulo?)
- 814-831 : Omurtag, rege, Dinastia Krum
- 831-836 : Malamir, rege, Dinastia Krum
- 836-852 : Presian I, rege, Dinastia Krum
- 852-889 : Boris I, botezat Mihail I, rege, Dinastia Krum
- 889-893 : Vladimir, rege, Dinastia Krum
- 893-927 : Simeon I cel Mare, rege, 917 - țar, Dinastia Krum
- 927-969 : Petru I, țar, Dinastia Krum
- 969-972 : Boris al II-lea, țar, Dinastia Krum
- 980-997 : Roman, țar, Dinastia Krum
- 991-1014 : Samuel, țar, Dinastia Comitopouloï
- 1014-1015 : Gabriel Radomir, țar, Dinastia Comitopouloï
- 1015-1018 : Ioan Vladislav, țar, Dinastia Comitopouloï
- 1018-1018 : Presian al II-lea, țar, Dinastia Comitopouloï
- 1018-1021 : Bogdan, țar, Dinastia Comitopouloï
- 1021-1039 : Traian, țar, Dinastia Comitopouloï
- 1039-1041 : Petru al II-lea Deleanu, țar, Dinastia Comitopouloï
- 1072 : Petru al III-lea (Constantin Bodin), țar, Dinastia Vojislavljević

## Al doilea țarat bulgar (Țaratul Vlaho-Bulgar)
- 1185-1197 : Petru Teodor Asan, țar, Dinastia Asăneștilor
- 1187-1196 : Ioan I Asan, țar, Dinastia Asăneștilor
- 1197-1207 : Ioniță Caloian, țar, Dinastia Asăneștilor
- 1207-1218 : Borilă Asan, țar, Dinastia Asăneștilor
- 1218-1241 : Ioan al II-lea Asan, țar, Dinastia Asăneștilor
- 1241-1246 : Căliman I Asan, țar, Dinastia Asăneștilor
- 1246-1256 : Mihail I Asan, țar, Dinastia Asăneștilor
- 1256-1257 : Căliman al II-lea Asan, țar, Dinastia Asăneștilor
- 1257-1258 : Mițo Asan, țar, Dinastia Asăneștilor
- 1258-1277 : Constantin I Tih Asan, țar, Dinastia Tihomir
- 1277-1279 : Mihail al II-lea Asan, țar, Dinastia Tihomir și Ivailo, țar
- 1279-1280 : Ioan al III-lea Asan, țar, Dinastia Asăneștilor
- 1280-1292 : Gheorghe I Terțer, țar, Dinastia Terțer
- 1292-1298 : Mircea Smileț, țar, Dinastia Smileț
- 1298-1299 : Ioan Smileț, țar, Dinastia Smileț
- 1299-1300 : Chaka, țar, Dinastia Borjigin
- 1300-1322 : Teodor Svetoslav, țar, Dinastia Terțer
- 1322-1323 : Gheorghe al II-lea Terțer, țar, Dinastia Terțer
- 1323-1330 : Mihail al III-lea Asan, țar, Dinastia Șișman
- 1330-1331 : Ioan Ștefan, țar, Dinastia Șișman
- 1331-1371 : Ioan Alexandru, țar, Dinastia Șișman
- 1371-1395 : Ioan Șișman, țar, Dinastia Șișman (Târnovo)
- 1365-1397 : Ioan Strațimir, țar, Dinastia Șișman (Vidin)
- 1397-1422 : Constantin al II-lea, țar, Dinastia Șișman
- 1422-1430 : Fruzin I, țar, Dinastia Șișman
- 1430-1454 : Radu I, țar, Dinastia Oblajic
- 1443-1454 : Gheorghe Strațimir, țar, Dinastia Șișman
- 1454-1460 : Fruzin II Şişman, voievod, Dinastia Șișman
- 1460-1484 : Stoian I, voievod, Dinastia Șișman
- 1484-1493 : Mihail IV Şişman, ban, Dinastia Șișmam
- 1493-1508 : Radu II, voievod, Dinastia Oblajic
- 1598 : Teodor Balin, țar, Dinastia Șișman
- 1600-1606 : Şişman III, țar, Dinastia Șișman
- 1686 : Rostislav Strațimir, prinț, Dinastia Șișman
- 1688-1689 : Petru Karpoş, rege, non-dinastic

## Principatul Bulgariei
- 1879-1886 : Alexandru, prinț, Dinastia Battenberg
- 1887-1918 : Ferdinand, prinț, 1908 - țar, Dinastia Saxa-Coburg și Gotha

## Regatul Bulgariei
- 1887-1918 : Ferdinand, prinț, 1908 - țar, Dinastia Saxa-Coburg și Gotha
- 1918-1943 : Boris al III-lea, țar, Dinastia Saxa-Coburg și Gotha
- 1943-1946 : Siméon al II-lea, țar, Dinastia Saxa-Coburg și Gotha